# Lissa (geslacht)
Lissa is een geslacht van kreeftachtigen uit de klasse van de Malacostraca (hogere kreeftachtigen).

## Soort
- Lissa chiragra (Fabricius, 1775)